# 고참탄광선
고참탄광선(古站炭鑛線)은 조선민주주의인민공화국 함경북도 명천군에 있는 명천역과 신명천역을 연결하는 철도 노선이다.

## 노선 정보
- 구간과 거리 : 명천역~신명천역. 거리는 대략 4km.
- 역 수 : 2개(양단역 포함)
- 궤도 간격 : 1435mm(표준궤)
- 전철화 구간 : 전 구간(직류 3000V)
- 복선 구간 : 없음

## 역 목록
| 역이름         | 구역명(舊驛名) | 영업거리 (km) | 접속노선 | 소재지          |
| -------------- | -------------- | ------------- | -------- | --------------- |
| 명천(明天)     | 고참(古站)     | 0.0           | 평라선   | 함경북도 명천군 |
| 신명천(新明天) |                |               |          | 함경북도 명천군 |

## 참고 문헌
- 고쿠부 하야토(国分隼人), 《将軍様の鉄道 北朝鮮鉄道事情》, 新潮社, 2007, ISBN 978-4-10-303731-6